# Аморфофаллус коньяк
Аморфофа́ллус коньяк (лат. Amorphophallus konjac) или конняку (яп. コンニャク) — вид многолетних растений рода Аморфофаллус (Amorphophallus) семейства Ароидные (Araceae). В английском языке иногда используются названия «дьявольский язык» (англ. devil's-tongue) и «змеиная пальма» (англ. snake palm).

## Ботаническое описание
Клубень коричневый, немного глянцевый, сжато-шаровидный, около 20 см высотой, около 30 см в диаметре, производит многочисленных корневых деток с раздутой верхушечной частью, около 50 см высотой и 3 см в диаметре.

### Листья
Лист единичный. Основной тон окраски черешка грязно-беловато-розовый или грязно-кремовый, черешок покрыт большими удлинёнными сливающимися бледно-зелёными пятнами и меньшими по размеру белыми точками или многочисленными маленькими черновато-зелёными пятнами, примерно до 100 см высотой и 8 см в диаметре, гладкий или с рассеянными точечными бородавками у основания.
Листовая пластинка многажды-рассечённая, примерно до 200 см в диаметре, центральная жилка узко-крылатая. Листочки сверху тёмно-зелёные, эллиптические, 3—10 см длиной, 2—6 см шириной, заострённые.
|                                       |  |  |
| Слева направо: клубень, черешок, лист |  |  |

### Соцветия и цветки
Соцветие на длинной цветоножке (редко короткой), окрашенной, как черешок, примерно до 110 см длиной и 5 см в диаметре.
Покрывало снаружи у основания грязно-бледно-коричневатое с черновато-зелёными точками или грязно-бледно-серовато-беловатое с несколькими рассеянными черновато-зелёными точками, по краям с фиолетовыми разводами; внутри у основания каштановое с более-менее бледной беловато-фиолетовой зоной выше (или без неё), от овально-ланцетовидного до широко-овально-треугольного, 10—60 см высотой, 10—55 см шириной; основание и пластинка более-менее отделены мелкой перетяжкой; края более-менее сильно извилистые; вершина острая; основание плотно покрыто крошечными точечными бородавками; пластинка вертикальная, снаружи однотонно тёмно-фиолетово-коричневая или с рассеянными черновато-зелёными пятнами; внутри однотонно тёмно-коричневое, глянцевое, волнистое и (или) продольно морщинистое (в основном по краям).
Початок сидячий, 15—110 см длиной, во время цветения испускает сильный запах гниющего мяса и выделяет маленькие, прозрачные, немного вязкие капельки. Женская зона от цилиндрической до слегка конической, 2—11 см высотой, 1—4 см в диаметре у основания и около 6 см в диаметре у вершины; цветки скученные или расставленные; завязь беловатая или бледно-розоватая, фиолетовая на верхушке, сжато-шаровидная, овальная или полукруглая в поперечном сечении, 2—2,5 мм высотой, 2—4 мм в диаметре, двух- или трёхгнёздная; столбик фиолетовый, 1—5 мм длиной, более-менее тонкий, 0,7—1 мм в диаметре, часто отчётливо разветвлённый на вершине; рыльце грязно-желтовато-коричневого цвета, сжатое, сильно волнистое, часто располагается между ветвями столбика, двух-, трёх- или четырёхлопастное, овальное или треугольное в поперечном сечении, около 0,5 мм высотой, 1,5—2 мм в диаметре, бородавчато-шероховатое. Зона между мужскими и женскими цветками иногда частично с стаминодийными мужскими цветками, или с женскими цветками, или с цветками всевозможных промежуточных форм. Мужская зона цилиндрическая и немного веретеновидная или немного обратноконическая, 2—12 см высотой, 1—6 см в диаметре, цветки скучены; мужские цветки состоят из 3—5 тычинок; тычинки 2—2,5 мм длиной; нити бледно-оранжевато-жёлтого цвета или беловатые, 0,5—1 мм длиной, сросшиеся в основании, или полностью, или немного расходящиеся на вершине; пыльники грязно-беловато-сероватые или более-менее кремовые, усечённые или полуусечённые, 1—1,5 мм длиной, 0,8—2 мм шириной, прямоугольные в поперечном сечении; связник фиолетовый, становится сероватым в период цветения, немного поднятый; поры верхушечные, овальные или почковидные. Придаток узко-веретеновидно-конический, сжатый с боков и с нерегулярными, мелкими, продольными бороздками, 10—85 см длиной, 1,5—6 см в диаметре, острый, немного фиолетово-коричневый или более бледный, плотно опушённый, у основания часто с несколькими ромбовидными гладкими стаминодиями.
Цветёт в апреле.
|                                                         |  |  |
| Слева направо: соцветие, женские цветки, мужские цветки |  |  |

## Распространение
Естественный ареал вида — Восточная Азия: Китай (провинция Юньнань), Вьетнам, Таиланд, Филиппины.
Растёт на открытых пространствах, окраинах лесов и в лесных чащах, во вторичных лесах, на высоте от 200 до 3000 м над уровнем моря.

## Использование

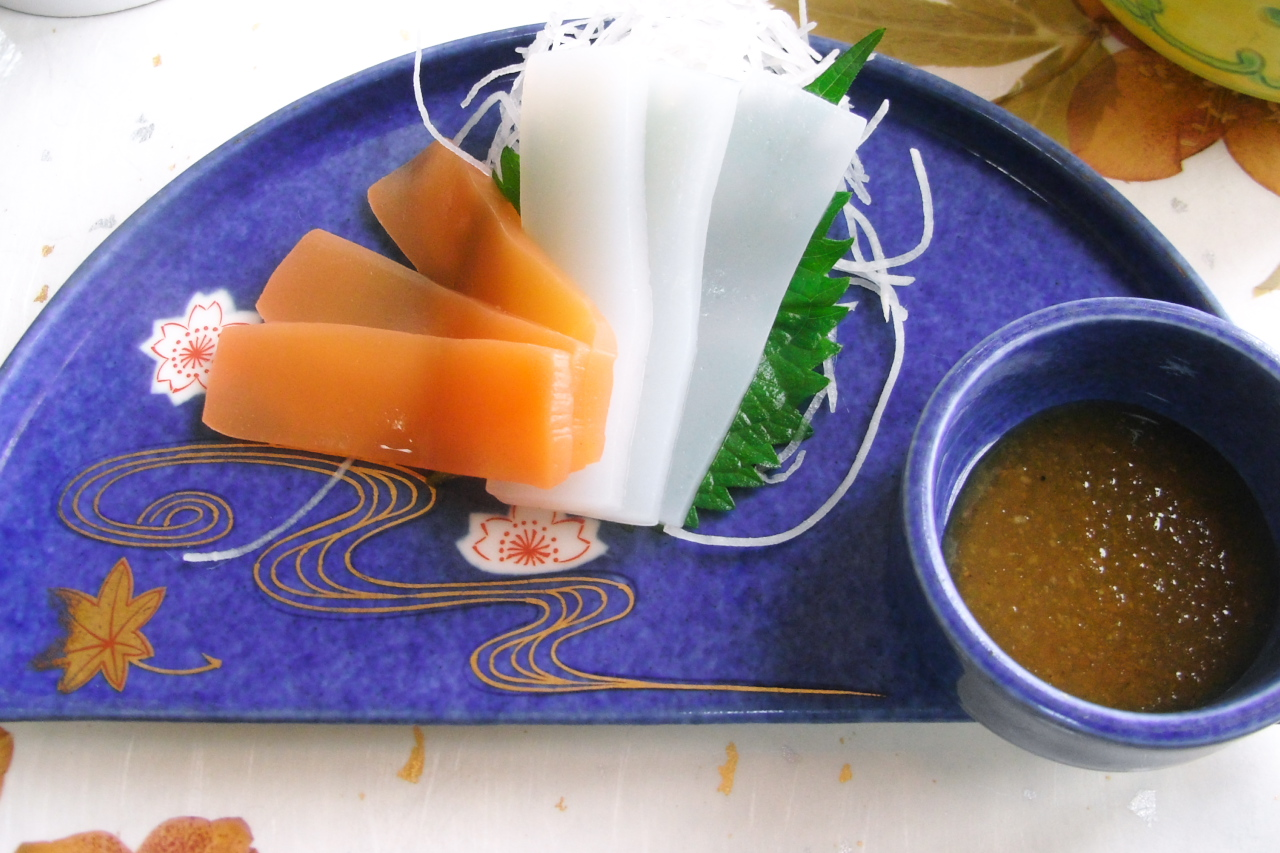
Сашими с конняку (аморфофаллусом)

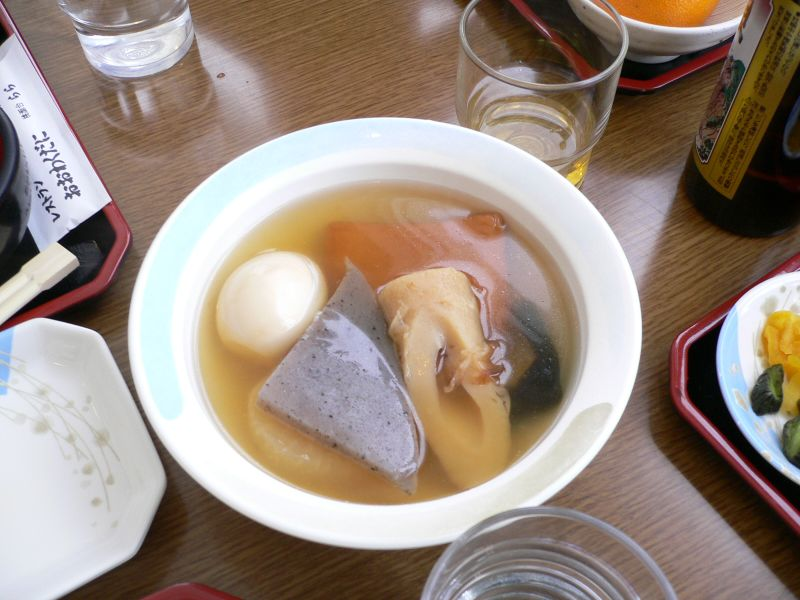
Суп одэн с желе из аморфофаллуса

Растение используется как декоративное, несмотря на запах гнилого мяса, издаваемый им во время цветения.
Выращивается в Китае, Корее и Японии в качестве пищевого растения.
Из клубнелуковиц получают так называемую муку конняку (также называемую коньяк или конжак), применяемую в качестве пищевой добавки (загустителя E425), из них же получают коньяковую камедь и коньяковый глюкоманнан, применяемые в тех же целях. Эти вещества используются как желеобразующие наравне с пектином, агар-агаром и желатином.